# Rescue Raiders
Rescue Raiders foi um jogo desenvolvido pela Sir-Tech para Apple II.
Foi o antecessor do jogo Choplifter.